# Otto Kallir
Pour les articles homonymes, voir Kallir.
Otto Kallir, né Otto Nirenstein le 1er avril 1894 à Vienne (Autriche-Hongrie) et mort le 30 novembre 1978 à New York (États-Unis), est un historien d'art, galeriste, éditeur et essayiste austro-américain.

## Biographie

### Vienne
Otto est le fils de Jacob Nirenstein, juriste, et de sa femme Clara, née Engel. Il fréquente le lycée académique, qui combine études secondaires et supérieures, ainsi que — de 1912 à 1914 puis de nouveau après son service au front durant la Première Guerre mondiale — l'Université technique de Vienne. Il renonce toutefois à poursuivre ses études du fait de l'antisémitisme ambiant. Photographe passionné, il fait partie du premier mouvement de radioamateurs en Autriche.
Il commence sa carrière comme éditeur d'art. Il fonde en 1919 les éditions  Verlags Neuer Grafik (« Éditions du graphisme nouveau »), spécialisées dans les portfolios d'impressions originales et les ouvrages en édition limitée. Il les rebaptise en 1923 Verlag der Johannes Presse, en l'honneur du fils né de son union avec la baronesse Franziska von Löwenstein-Scharffeneck, dont il a aussi une fille en 1925, Evamarie.

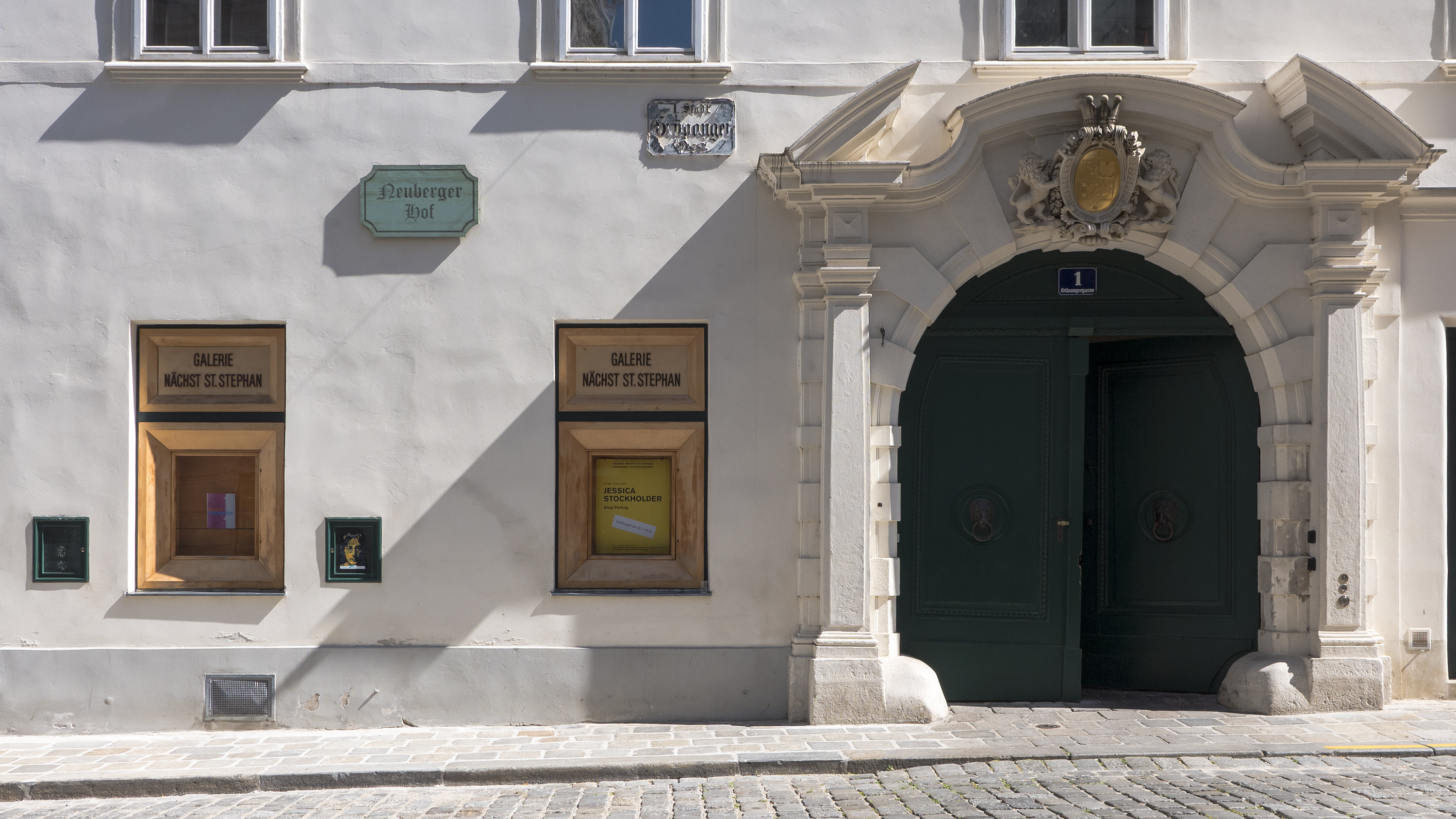
Ancien emplacement de la Neue Galerie.

En parallèle il s'est fait galeriste : en 1923, la Neue Galerie (« Galerie nouvelle »), no 1 Grünangergasse dans le 1er arrondissement de Vienne, est inaugurée par la première grande exposition posthume d'œuvres Egon Schiele.
À une époque où l'Autriche demeure assez étrangère aux courants de l'art moderne européen y sont montrés des peintres comme Renoir, Signac, Van Gogh, Lovis Corinth ou Edvard Munch. Outre Schiele, la Neue Galerie expose les autres principaux représentants des avant-gardes autrichiennes que sont Gustav Klimt, Oskar Kokoschka, Alfred Kubin ou Richard Gerstl, ainsi que l'aquarelliste et membre fondateur de la Wiener Werkstätte Fritz Waerndorfer ou les peintres Hans Pilhs et Leopold Hauer. Nirenstein sauve également la succession de Peter Altenberg en créant une installation qui reconstitue l'ancienne chambre d'hôtel du poète.
En 1928, Nirenstein s'associe avec le Hagenbund pour commémorer le dixième anniversaire de la mort d'Egon Schiele : le premier expose les dessins, le second les peintures, et deux ans plus tard est publié le premier catalogue raisonné du peintre disparu. Nirenstein devient un marchand d'art de renommée internationale, édite des ouvrages de collection sur Klimt, Kokoschka, Schiele, Kubin et, en 1931, sauve de la ruine les tableaux de Richard Gerstl, à l'abandon depuis son suicide. C'est l'année où, sous la direction de Julius von Schlosser, il parachève par une thèse ses études d'histoire de l'art entamées en 1927.
En 1933 Otto Nirenstein change son nom en Kallir : Nirenstein, homonyme de « Nierenstein » (« calcul rénal » en allemand), est en effet l'un des patronymes péjoratifs attribués à des Juifs  dans l'empire des Habsbourg du XVIIIe siècle ; Kallir est le nom hébraïque d'une branche de sa famille qu'Otto décide de porter désormais.
Après l'Anschluss de 1938, en raison de son soutien antérieur au gouvernement de Kurt Schuschnigg comme des persécutions raciales à l’encontre des Juifs, Otto Kallir est contraint d’émigrer avec sa femme et leurs deux enfants. Il vend sa Neue Galerie à sa secrétaire, ce qui constituerait un des rares exemples d'aryanisation à l'amiable, et emporte avec lui un bon nombre d'œuvres, qui sont considérées par le régime nazi comme de l'art dégénéré et échappent aux lois restreignant l'exportation.

### New York

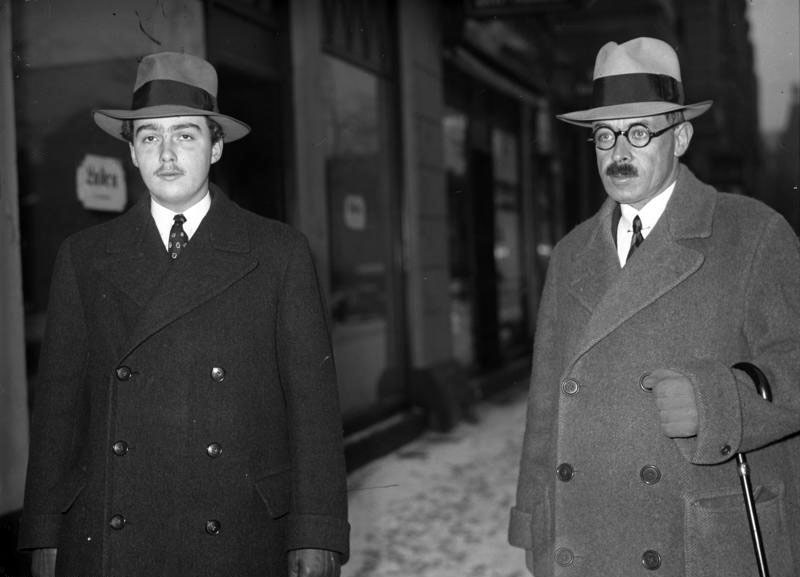
Otto de Habsbourg (à gauche) en 1933.

Arrivé d'abord en France via la Suisse — qui lui refuse le droit d'exercer une activité —, Otto Kallir ouvre à Paris la galerie Saint-Étienne, du nom de la cathédrale de Vienne. Il se rapproche d'autres réfugiés autrichiens et se lie d'amitié avec Otto de Habsbourg-Lorraine, prétendant au trône d'Autriche-Hongrie depuis le décès en 1922 de son père Charles Ier. La situation politique évoluant et la France refusant l'immigration du reste de sa famille, Kallir part dès 1939 aux États-Unis.

#### Action politique
Peu après son arrivée à New York, Kallir rejoint le conseil d'administration de l'Austrian-American League (« Ligue autro-américaine »), association d'émigrés semi-politique qui organise des soirées artistiques et aide les nouveaux arrivants à s'adapter à la vie aux États-Unis. Nommé président de cette ligue en 1940, il s'efforce d'obtenir des visas et des déclarations sur l'honneur pour les immigrants autrichiens, facilitant finalement le passage d'environ 80 d'entre eux.
Kallir est également préoccupé par le fait que, si les États-Unis entrent dans la Seconde Guerre mondiale, les Autrichiens risquent, en tant qu'étrangers ennemis, de voir limiter leurs déplacements ou confisquer leurs biens. En 1941, il convainc Otto de Habsbourg, récemment entré sur le territoire, de l'accompagner à Washington pour y rencontrer le procureur général des États-Unis Francis Biddle. Ils réussissent à persuader celui-ci que les Autrichiens sont victimes et non complices de Hitler : en 1942, alors que les États-Unis entrent en guerre, l'Autriche est officiellement reconnue comme pays neutre — ce qui a l'effet souhaité pour les résidents autrichiens sur le sol américain et aura aussi des conséquences pour l'Autriche après la guerre.
Dans le même temps, un grave différend oppose Kallir à Willibald Plöchl, fondateur du Free Austrian National Council (« Conseil national autrichien libre »), organisation concurrente de la Ligue austro-américaine. Plöchl le tient en effet pour responsable des désaccords survenus entre lui-même et Otto de Habsbourg au sujet de la constitution d'un gouvernement autrichien en exil. Kallir est alors, par l'entourage de Plöchl, dénoncé auprès du FBI comme étant un ancien agent de Hitler et Mussolini ayant fait commerce d'œuvres d'art pillées. Les soucis dus à ces accusations le conduisent à faire le 12 décembre 1942 une crise cardiaque presque fatale.
Après une longue convalescence, il se retire de la Ligue austro-américaine et cesse toute activité politique. Le 14 avril 1942 d'ailleurs, Otto de Habsbourg avait écrit à l'OSS, ancêtre de la CIA, que Kallir était exposé à de nombreuses attaques apparemment injustifiées et que c'était un homme intègre mais pas du tout doué pour la politique. The Washington Daily News, qui avait fait paraître un article sur ses prétendues accointances avec le régime nazi, publie des excuses officielles. Le FBI met fin à son enquête à la suite d'une déclaration de J. Edgar Hoover confirmant que tout était parti de calomnies émanant d'un groupe rival. En 1945 Otto Kallir reçoit la nationalité américaine.

#### Action artistique
Dès son arrivée en 1939, Otto Kallir fonde à New York une autre galerie du même nom, la Galerie St. Etienne, et ne cesse plus de travailler à faire découvrir aux États-Unis l'art moderne allemand et autrichien, en particulier l'expressionnisme, encore peu coté sur le marché international.
Il organise dans sa galerie les premières expositions américaines individuelles de peintres comme Oskar Kokoschka (1940), Egon Schiele, Alfred Kubin (1941), Erich Heckel (1955), Paula Modersohn-Becker (1958), Gustav Klimt (1959),. Par des expositions fréquentes, des ventes ou des dons aux musées, il établit progressivement la réputation de Klimt, Schiele, Kokoschka ou Kubin. Mais durant les années 1940, où les œuvres de l'avant-garde autrichienne se vendent encore très difficilement, c'est la découverte de l'artiste autodidacte déjà octogénaire Anna Mary Robertson Moses qui lui apporte un franc succès : connue dans le monde entier sous le nom de « Grandma Moses », elle devient pendant la Guerre froide une des artistes les plus populaires et la femme peintre la plus renommée.

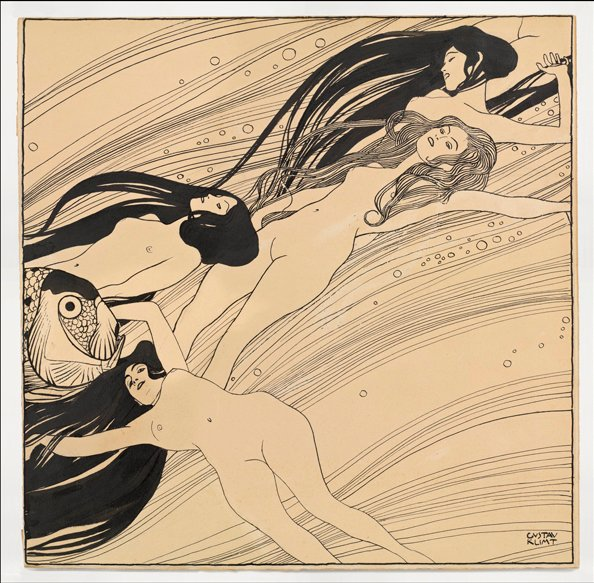
Gustav Klimt, Sang de poisson, 1898, plume et encre sur papier, 40 × 40,5 cm.
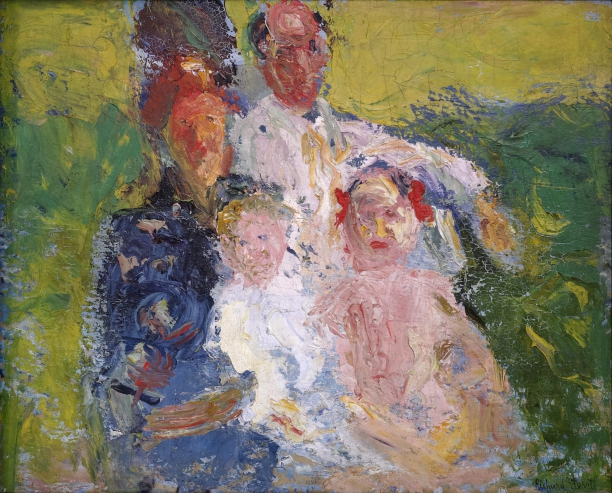
Richard Gerstl, La Famille Schönberg, v. 1907, huile sur toile, 110 × 89 cm.
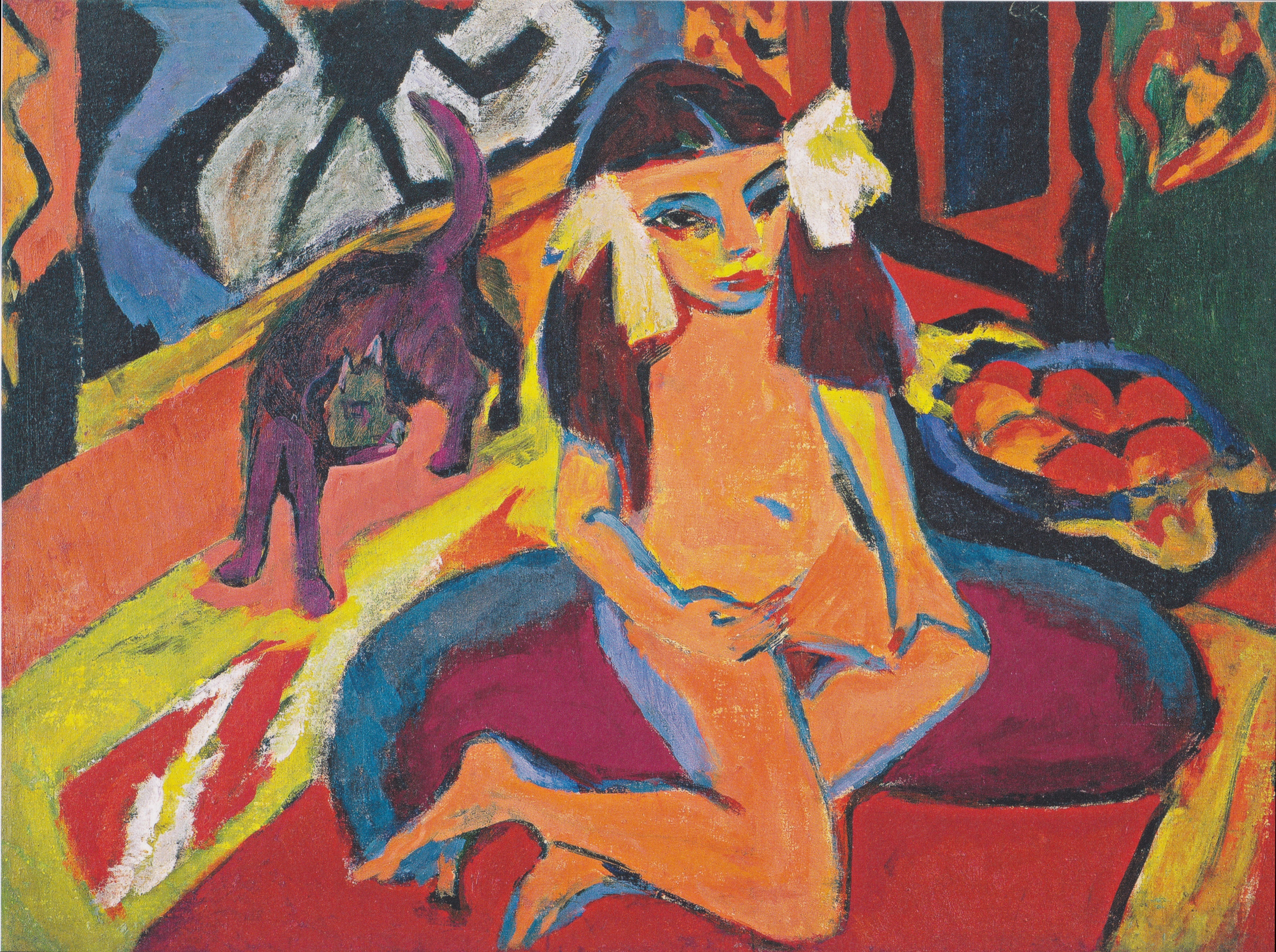
Ernst Ludwig Kirchner, Jeune fille au chat (Fränzi), 1910, huile sur toile, 89 × 116 cm.
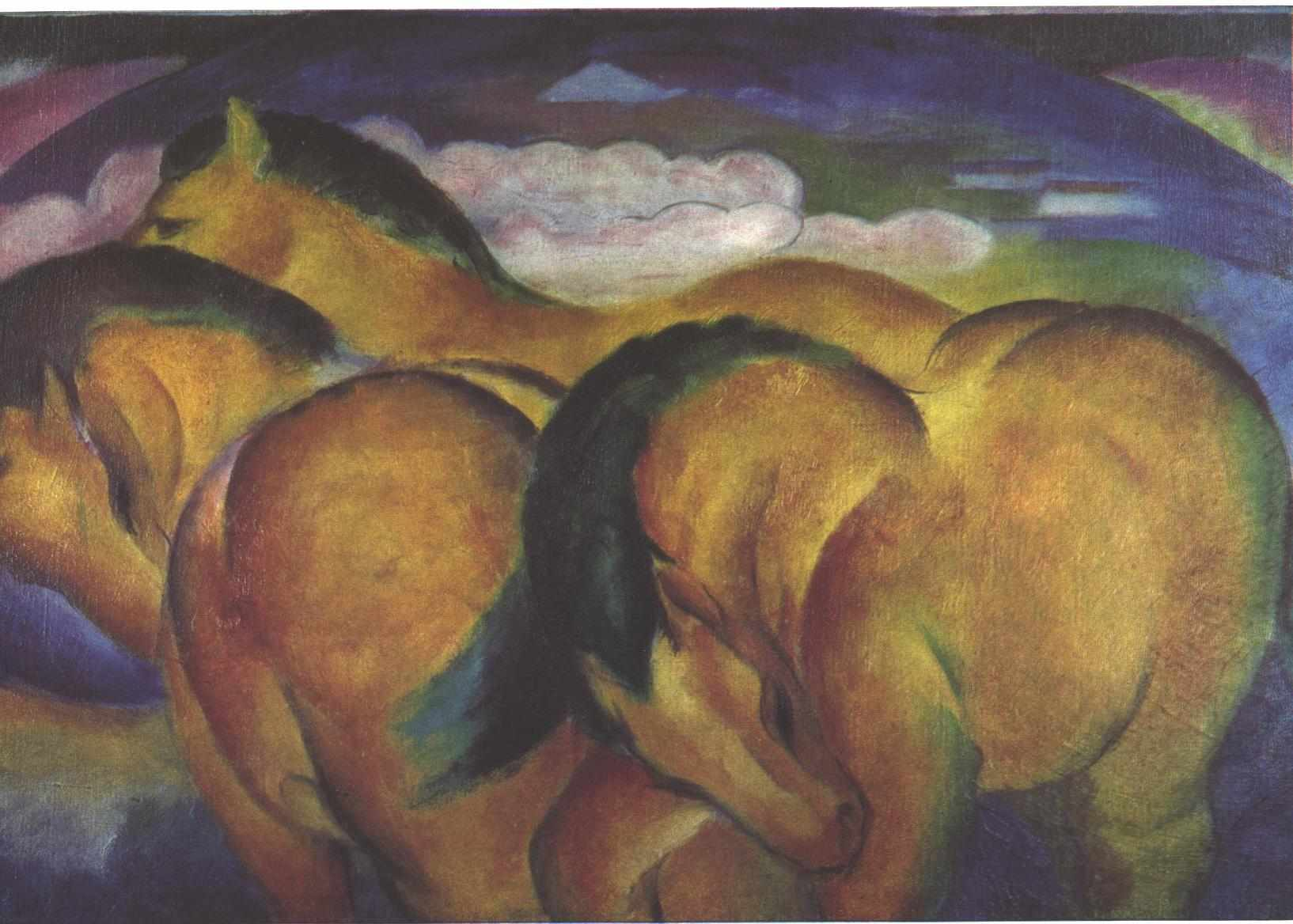
Franz Marc, Les petits chevaux jaunes, 1912, huile sur toile, 66 × 104 cm.
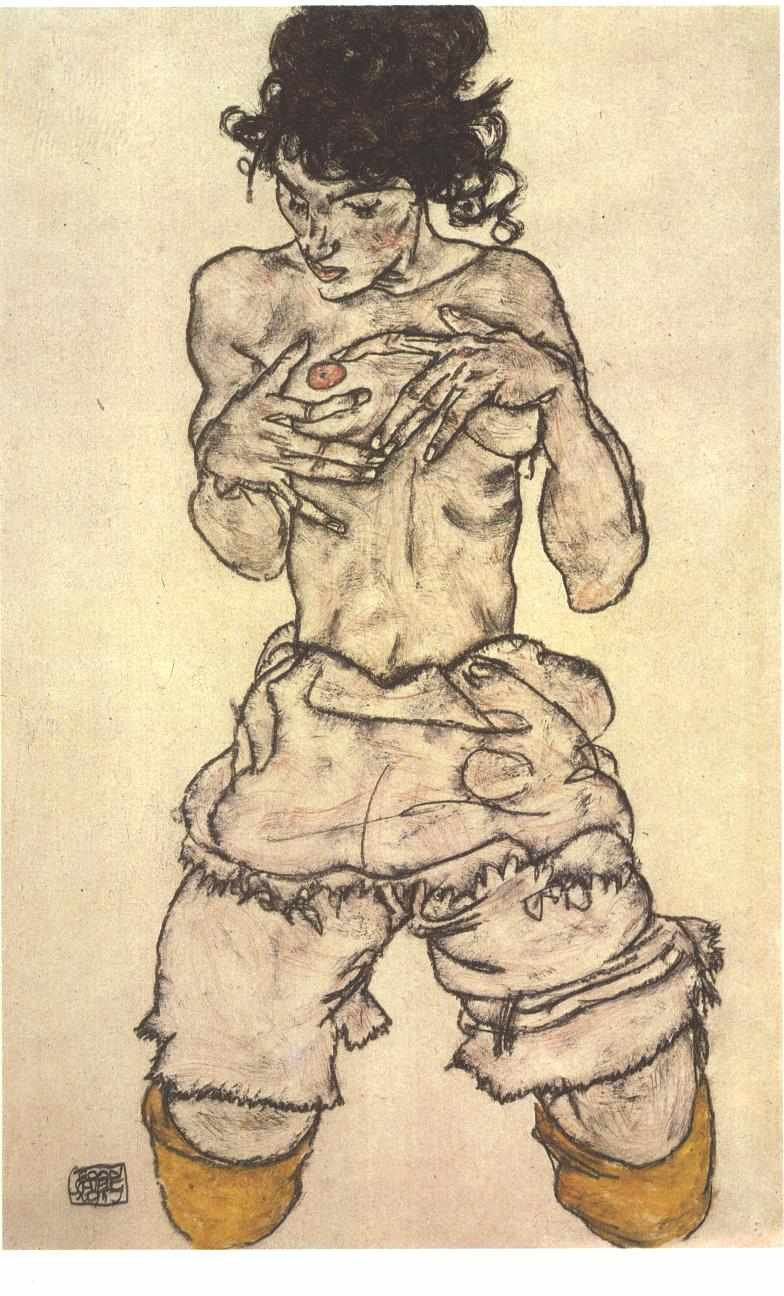
Egon Schiele, Femme à genou à demi nue, 1917, gouache et mine de plomb, 48 × 32 cm.
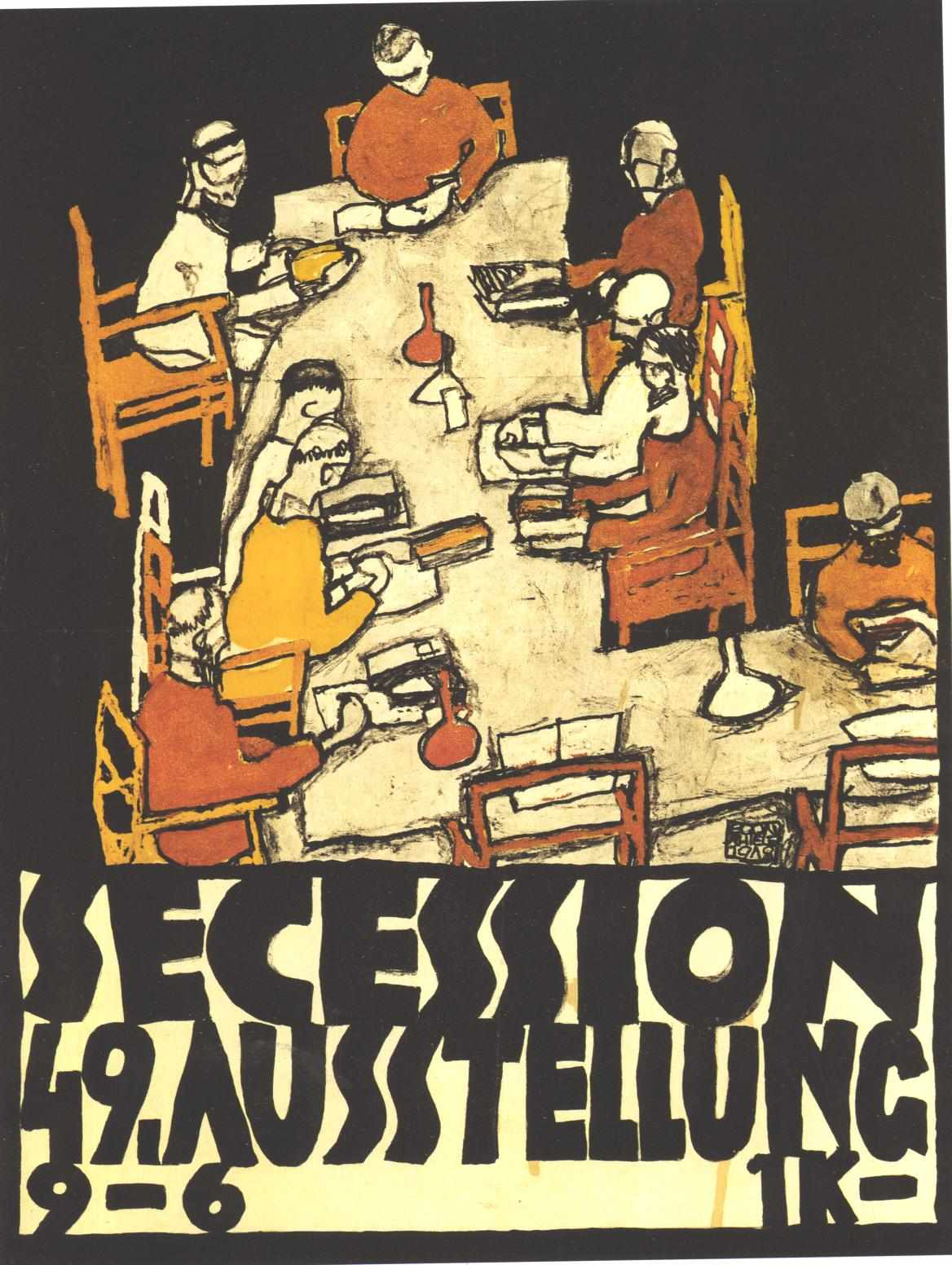
E. Schiele, Affiche pour la 49e exposition de la Sécession viennoise, 1918, lithographie en couleurs, 63,5 × 48 cm.

La démarche de Kallir consiste à travailler toujours en lien avec les musées et les bourses d'études. En 1960 il collabore avec Thomas Messer, alors directeur de l'Institut d'Art contemporain de Boston, pour y organiser la première exposition Egon Schiele dans un musée américain : c'est de là qu'elle part avant de voyager dans cinq autres villes. En 1965, Messer étant passé à la tête du musée Solomon R. Guggenheim de New York, Kallir le convainc de monter une grosse exposition Klimt/Schiele. L'année suivante il publie une édition actualisée de son catalogue raisonné des peintures d'Egon Schiele, suivi en 1970 de celui des œuvres graphiques. La reconnaissance internationale du peintre autrichien doit beaucoup aux efforts incessants d'Otto Kallir. Kallir fait paraître également des catalogues raisonnés des œuvres de « Grandma Moses » et de Richard Gerstl. En 1968 il est décoré pour services rendus au Land de Vienne.
À sa mort en 1978, la Galerie St. Etienne est reprise par son associée de longue date, Hildegard Bachert, et par sa petite-fille, Jane Kallir, et en 2017 est fondé le Kallir Research Institute, fondation à but non lucratif principalement vouée à poursuivre le travail promotionnel d'Otto Kallir concernant Egon Schiele, Richard Gerstl et Grandma Moses,. La Neue Galerie de Vienne, qui a connu plusieurs directeurs après la guerre, est dissoute en 1975 et son fonds d'archives confié au musée du Belvédère. En 2008 la famille d'Otto Kallir fait don de sa collection d'autographes historiques à la bibliothèque de l'hôtel de ville. D'autres documents d'archives, dont un important fonds de photographies concernant la vie d'Egon Schiele, sont conservés à la Galerie St. Etienne et à l'Institut Leo Baeck de New York.

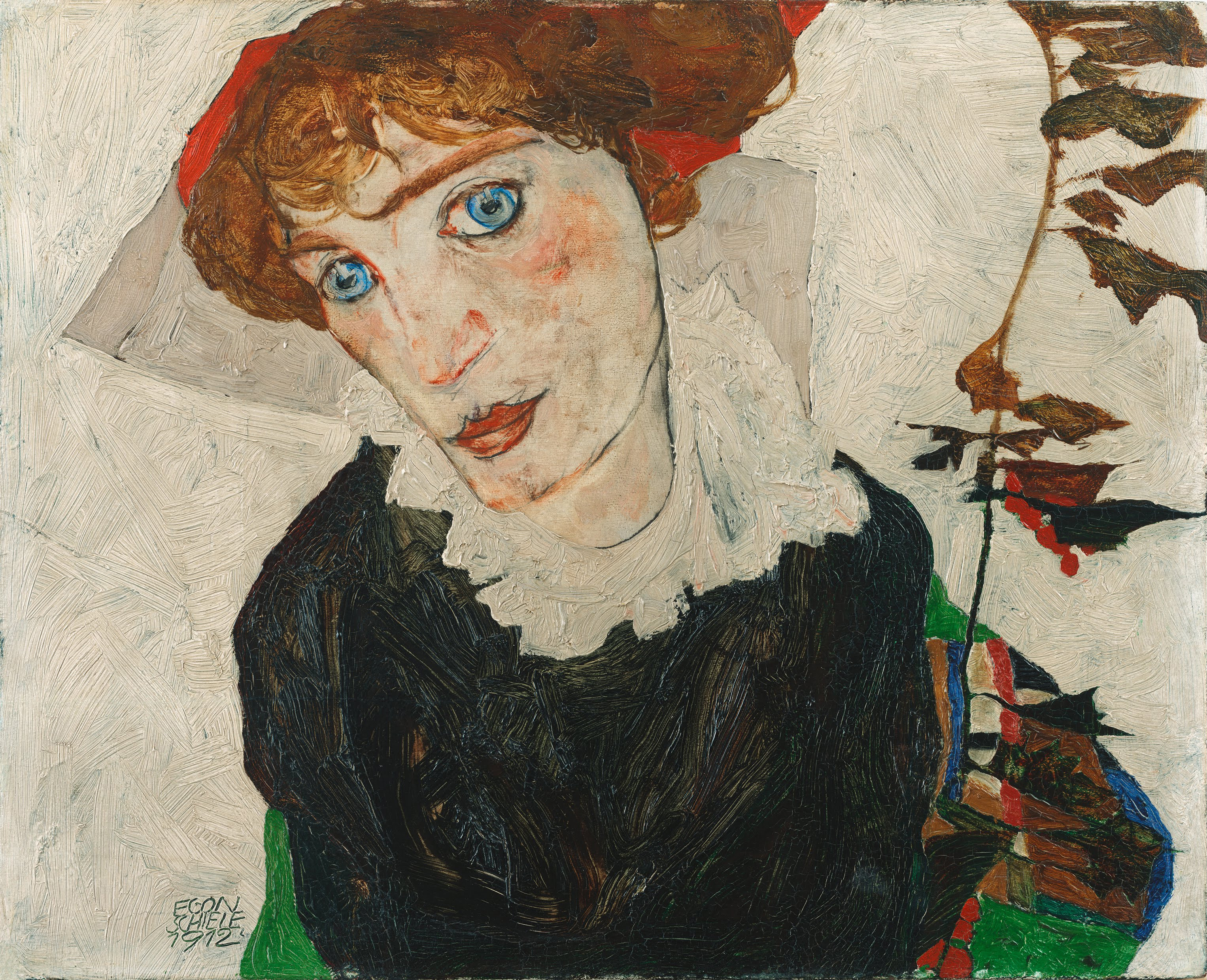
Portrait de Valérie Neuzil, 1912, huile sur bois,, musée Leopold.

Compte tenu de ses liens avec la communauté des exilés et de sa connaissance des collections d'avant-guerre, Kallir s'était efforcé d'aider leurs propriétaires à récupérer les œuvres d'art qui leur avaient été volées pendant la période nazie. Dans la plupart des cas il s'est heurté à une résistance farouche de la part des musées et des instances juridique d'Autriche. En 1998 cependant, ses archives ont facilité la saisie d'un tableau de Schiele, le Portrait de Wally de 1912, prêté au Musée d'art moderne de New York. L'affaire a conduit l'Autriche à revoir sa législation, permettant la restitution de nombreuses œuvres d'art pillées.

## Controverses sur les œuvres d'art pillées par les nazis
En 2023, sept œuvres d'art pillées par les nazis ont été restituées aux proches de Fritz Grunbaum, tué par les Nazis dans la Shoah. Selon le procureur de Manhattan, les œuvres d'art pillées sont réapparues à Berne, en Suisse. Eberhard Kornfeld, un marchand d'art suisse qui entretenait d'étroites relations d'affaires avec le fils du marchand d'art d'Hitler, Hildebrand Gurlitt, a vendu la plupart des Schiele de Grünbaum à Otto Kallir, sans aucune indication de provenance,,.

## Publications d'Otto Kallir
- Egon Schiele, œuvre - Catalogue of the paintings, New York, Crown Publishers, 1966.
- Egon Schiele - The Graphic Work, New York, Crown, 1970.
- Grandma Moses, New York, Abrams, 1973.
- Richard Gerstl (1883-1908) : Beitrāge zur Dokumentation seines Lebens und Werkes, New York, Counsel Press, 1974.
- Grandma Moses, Ihre Kunst und ihre Persönlichkeit, Köln, DuMont, 1975,  (ISBN 3770111222).